# 이십세기 힛-트쏭
《이십세기 힛-트쏭》은 대한민국 KBS Joy의 음악 프로그램이다.

## 방송 개요
대한민국 가요사가 고스란히 담긴 KBS의 올드 케이팝 프로그램을 소환하고 재해석하여 대중이 원하는 뉴트로 가요의 갈증을 해소하는, 신개념 뉴트로 음악 차트쇼 프로그램이다.

## 진행자
- 이동근(진행, 2022년 8월 12일 ~ 현재)
- 김희철(MC, 2020년 3월 27일 ~ 현재)
- 이미주(MC, 2024년 6월 21일 ~ 현재)

### 이전 진행자
- 김민아 (2020년 3월 27일 ~ 2024년 1월 5일)

## 방송 시간
| 방송 채널 | 방송 기간            | 방송 시간                  | 방송 분량 |
| --------- | -------------------- | -------------------------- | --------- |
| KBS 조이  | 2020년 3월 27일~현재 | 금요일 오후 8:30~오후 9:50 | 80분      |

## 방송 목록

### 2020년
| 회차 | 방송일    | 게스트          | 주제                                           | 1위곡                                         |
| ---- | --------- | --------------- | ---------------------------------------------- | --------------------------------------------- |
| 1    | 3월 27일  | 스페이스 A      | 세기말 텐션 갑(甲) 힛-트쏭10                   | 코요태 - 순정                                 |
| 2    | 4월 3일   | 영턱스클럽      | 리어카 완판 레전드! 힛-트쏭10                  | 영턱스클럽 - 타인                             |
| 3    | 4월 10일  | 인디고          | 팬이 아니어도 저장 힛-트쏭10                   | 015B - 아주 오래된 연인들                     |
| 4    | 4월 17일  | 데믹스 - 한정수 | 본캐보다 부캐! 힛-트쏭10                       | 베이비복스 - Killer                           |
| 5    | 4월 24일  | 클론            | 나른한 봄, 잠 깨워줄 힛-트쏭10                 | 클론 - 초련                                   |
| 6    | 5월 1일   | 하이디          | 원조 걸크러쉬! 힛-트쏭10                       | 김현정 - 그녀와의 이별                        |
| 7    | 5월 8일   | 진주            | 다 괜찮아! 위로가 되는 힛-트쏭10               | H.O.T. - 빛                                   |
| 8    | 5월 15일  | 박미경          | 속이 뻥! 청량음료 같은 힛-트쏭10               | 박미경 - 이브의 경고                          |
| 9    | 5월 22일  | 왁스            | 첫사랑 자동소환 힛-트쏭10                      | 윤종신 - 오래전 그날                          |
| 10   | 5월 29일  | R.ef - 성대현   | 노래방 대리만족 방구석에서 즐기는 힛-트쏭10    | 룰라 - 날개잃은 천사                          |
| 11   | 6월 5일   | 이지훈          | 한 번 들으면 중독되는 힛-트쏭10                | DJ DOC - 머피의 법칙                          |
| 12   | 6월 12일  | 김정민          | 두근두근, 고백하기 딱 좋은 힛-트쏭10           | 박진영 - 청혼가                               |
| 13   | 6월 19일  | 현진영          | 들썩들썩 댄스 유발 힛-트쏭10                   | 터보 - 나 어릴적 꿈                           |
| 14   | 6월 26일  | 권선국          | 사랑과 미련 사이, 애절~절~ 힛-트쏭10           | 신승훈 - I Believe                            |
| 15   | 7월 3일   | 이현우          | 코로나19 극복, 듣기만 해도 힘이 나는 힛-트쏭10 | 양희은 - 상록수                               |
| 16   | 7월 10일  | 이수영          | MC들이 PICK한 이십세기 힛-트쏭10               | 김광석 - 잊어야 한다는 마음으로               |
| 17   | 7월 17일  | 룰라            | 성격 급한 리스너를 위한 無전주 힛-트쏭10       | 룰라 - 3! 4!                                  |
| 18   | 7월 24일  | 금비            | 듣는 순간 이곳이 휴양지 힛-트쏭10              | 듀스 - 여름 안에서                            |
| 19   | 7월 31일  | 조진수          | 시청자들이 PICK한 이십세기 힛-트쏭10           | 브라운 아이즈 - 벌써 일년                     |
| 20   | 8월 7일   | 김장훈          | 혹한주의보! COOL 썸머 힛-트쏭10                | DJ DOC - 여름 이야기                          |
| 21   | 8월 14일  | KCM             | 상상초월! <DANGER> 반전 가사 힛-트쏭10         | 조관우 - 늪                                   |
| 22   | 8월 21일  | DJ DOC          | 소리 질러! 넘사벽 축제의 神! 힛-트쏭10         | DJ DOC - DOC와 춤을                           |
| 23   | 8월 28일  | 윤여규          | 美친 고음 끝판왕! 고음대장 힛-트쏭10           | 김상민 - You                                  |
| 24   | 9월 4일   | 없음            | 별이 된 뮤지션들의 네버엔딩 힛-트쏭10          | 신해철 - 슬픈 표정 하지 말아요                |
| 25   | 9월 11일  | 고재근          | 세대 공감! 리메이크 힛-트쏭10                  | Y2K - 헤어진 후에 (원곡: 황대일 - 강요하지마) |
| 26   | 9월 18일  | 성진우          | 갑툭튀! 네가 왜 거기서 나와?! 힛-트쏭10        | 젝스키스 - 학원별곡                           |
| 27   | 9월 25일  | 주영훈          | 운명 체인지, 가수 바뀌고 대박 난 힛-트쏭10     | 임창정 - 그때 또 다시                         |
| 28   | 10월 2일  | 태진아          | 지금은 트로트시대! 트벤져스 힛-트쏭10          | 태진아 - 미안 미안해                          |
| 29   | 10월 9일  | 양동근          | 화려한 외출! 노래하는~♬ 배우들 힛-트쏭10       | 김희애 - 나를 잊지 말아요                     |
| 30   | 10월 16일 | 활 - 김명기     | 美친고음 끝판왕! 고음대장 힛-트쏭10 Part Ⅱ     | 부활 - Lonely Night                           |
| 31   | 10월 23일 | 없음            | 가을 탑승! 무르익는 갬성 힛-트쏭10             | 전람회 - 기억의 습작                          |
| 32   | 10월 30일 | 없음            | 90년대 싹쓰리! 혼성그룹 힛-트쏭10              | 쿨 - 너이길 원했던 이유                       |
| 33   | 11월 6일  | 이루            | 가요계 우월 DNA! 패밀리 뮤지션 힛-트쏭10       | 이루 - 까만 안경                              |
| 34   | 11월 13일 | 없음            | 안구 힐링~ 만.찢.싱어 힛-트쏭10                | 신성우 - 내일을 향해                          |
| 35   | 11월 20일 | 없음            | 셋뚜 셋뚜! 꿀조합 듀오 힛-트쏭10               | 듀스 - 나를 돌아봐                            |
| 36   | 11월 27일 | 임정희          | 美친고음 끝판왕! 고음대장 힛-트쏭10 Part Ⅲ     | 임정희 - Music Is My Life                     |
| 37   | 12월 4일  | 서인영          | 입덕주의, 걸그룹 히든 띵곡 힛-트쏭10           | 쥬얼리 - Again                                |
| 38   | 12월 11일 | 없음            | 집콕엔 드라마! 지금도 귀에 익은 OST 힛-트쏭10  | 류 - 처음부터 지금까지 (드라마 겨울연가 OST)  |
| 39   | 12월 18일 | 정성호          | 90년대 KBS 가요대상 힛-트쏭10                  | 순위 없이 연대 순으로 발표                    |
| 40   | 12월 25일 | 미스터 투       | 겨울에 들어야 제맛! 눈꽃연금 힛-트쏭10         | 박효신 - 눈의 꽃                              |

### 2021년
| 회차 | 방송일    | 게스트                                   | 주제                                                           | 1위곡                                                             |
| ---- | --------- | ---------------------------------------- | -------------------------------------------------------------- | ----------------------------------------------------------------- |
| 41   | 1월 1일   | 없음                                     | 무관의 제왕! 1위 못한 힛-트쏭10                                | H.O.T. - We are the future                                        |
| 42   | 1월 8일   | 없음                                     | 안방1열 Live 90년대 밴드 힛-트쏭10                             | 넥스트(N.EX.T) - Here, I Stand For You                            |
| 43   | 1월 15일  | 없음                                     | 알고 있었니? 숨겨진 데뷔쏭10                                   | 패닉 - 아무도                                                     |
| 44   | 1월 22일  | 없음                                     | 최단기간 1위! 스피드런 힛-트쏭10                               | 베이비복스 - Get Up                                               |
| 45   | 1월 29일  | 없음                                     | 추억 퍼가요~ 미니홈피 BGM 힛-트쏭20                            | 박효신 - 눈의 꽃                                                  |
| 46   | 2월 5일   | 정재욱                                   | 세기말 감성! 눈으로 듣는 M/V 힛-트쏭09                         | 조성모 - 불멸의 사랑                                              |
| 47   | 2월 12일  | 정성호 박슬기                            | 너와 나 단둘이서 듀엣~듀엣~ 힛-트쏭09                          | 김현철 & 이소라 - 그대 안의 블루                                  |
| 48   | 2월 19일  | 없음                                     | 무릎 탁! 이마 탁! 전두엽이 기억하는 보이그룹 힛-트쏭10         | OPPA - 애국심                                                     |
| 49   | 2월 26일  | 테이                                     | 신축년 에디션 1++ 소몰이 힛-트쏭10                             | SG 워너비 - Timeless                                              |
| 50   | 3월 5일   | 이재민                                   | 시선 강탈! 시대를 앞서간 콘셉트 장인 힛-트쏭10                 | 이정현 - 줄래                                                     |
| 51   | 3월 12일  | 채은정 정성호                            | 걸그룹의 변신은 무죄! 반전 매력 힛-트쏭09                      | 핑클 - Now                                                        |
| 52   | 3월 19일  | 서현호 (프로페셔널 펌프 플레이어) 정성호 | 현란한 발재간! 오락실을 평정한 힛-트쏭11                       | 노바소닉 - 마지막 편지…그것조차 거짓: 또다른 진심                 |
| 53   | 3월 26일  | 정성호                                   | 노래보다 기억에 남는 내레이션 맛집 힛-트쏭10                   | R.ef - 찬란한 사랑                                                |
| 54   | 4월 2일   | 홍영주 (안무가)                          | 이건 못 참지! 포인트 댄스 힛-트쏭10                            | 박진영 - 날 떠나지마                                              |
| 55   | 4월 9일   | 김경호                                   | Rock&Roll! 레전드 록 보컬 힛-트쏭09                            | 이승철 - 안녕이라고 말하지마                                      |
| 56   | 4월 16일  | 바비 킴 브린                             | SWAG 만렙! 90년대 힛-트쏭10                                    | 서태지와 아이들 - Come Back Home                                  |
| 57   | 4월 23일  | 이예린                                   | 빛이 나는 솔로♬ 댄싱 디바 힛-트쏭10                            | 인순이 - 밤이면 밤마다                                            |
| 58   | 4월 30일  | 이기찬                                   | 어리다고 놀리지 말아요♬ 10대 데뷔 가수 힛-트쏭10               | H.O.T. - 전사의 후예                                              |
| 59   | 5월 7일   | 유리상자                                 | 나랑 결혼해줄래~♬ 프러포즈 힛-트쏭10                           | 유리상자 - 사랑해도 될까요?                                       |
| 60   | 5월 14일  | R.ef - 이성욱                            | 남다른 패션 감각! 원조 패셔니스타 힛-트쏭10                    | 듀스 - 굴레를 벗어나                                              |
| 61   | 5월 21일  | 김장훈                                   | 원곡의 발견! 리메이크 힛-트쏭10                                | 김장훈 - 나와 같다면                                              |
| 62   | 5월 28일  | 스페이스 A - 김현정                      | 90년대 댄스 그룹 고음 대장 힛-트쏭10                           | 룰라 - 연인                                                       |
| 63   | 6월 4일   | 없음                                     | 상대가 야속해! 아쉽게 골든컵 놓친 힛-트쏭10                    | 서태지와 아이들 - 하여가                                          |
| 64   | 6월 11일  | 없음                                     | 나도 주인공! 원조 그룹 래퍼 힛-트쏭10                          | 룰라 - 기도                                                       |
| 65   | 6월 18일  | 신화 - 전진                              | 중독성 강한 포인트 댄스 힛-트쏭10 Part Ⅱ                       | 서태지와 아이들 - 난 알아요                                       |
| 66   | 6월 25일  | 이브 - 김세헌                            | 질러야 제맛! 가슴 저릿한 록발라드 힛-트쏭10                    | 부활 - 비와 당신의 이야기                                         |
| 67   | 7월 2일   | 없음                                     | 자다가도 벌떡! 자동 떼창 유발 힛-트쏭10                        | 이문세 - 붉은 노을                                                |
| 68   | 7월 9일   | 없음                                     | 끈적한 여름 화끈하게 달궈줄 힛-트쏭09                          | 박진영 - 엘리베이터                                               |
| 69   | 7월 16일  | 없음                                     | 찌질 대폭발! 뒷골 당기게 하는 호구 힛-트쏭10                   | 윤종신 - 너의 결혼식                                              |
| 70   | 7월 23일  | 윤일상                                   | 작곡가 윤일상 댄스 힛-트쏭08                                   | 영턱스클럽 - 정                                                   |
| 71   | 7월 30일  | 없음                                     | 그 이유? 어이가 없네! 방송금지곡이었던 힛-트쏭10               | 서태지와 아이들 - 시대유감                                        |
| 72   | 8월 6일   | 없음                                     | 앗! 이 노래가? 해외에서 번안한 우리 가요 힛-트쏭10             | 조용필 - 친구여                                                   |
| 73   | 8월 13일  | 신철                                     | Drop the Beat! 자동 댄스 유발 빠른 비트 힛-트쏭09              | 체리필터 - 낭만 고양이                                            |
| 74   | 8월 20일  | 없음                                     | 연기, 노래, 두 마리 토끼를 다 잡은 배가수 힛-트쏭09            | 임창정 - 이미 나에게로                                            |
| 75   | 8월 27일  | 없음                                     | 북 치고 장구 치고! 혼자 다 하는 싱어송라이터 힛-트쏭10         | 조용필 - 꿈                                                       |
| 76   | 9월 3일   | 없음                                     | 秋男 울리는 록발라드 힛-트쏭09                                 | 부활 - 사랑할수록                                                 |
| 77   | 9월 10일  | 없음                                     | 그룹에서 솔로로 대박 난 힛-트쏭10                              | 이효리 - Hey Girl                                                 |
| 78   | 9월 17일  | 이홍기 홍지윤                            | 방구석 대리만족 90년대 노래방 힛-트쏭30                        | 뱅크 - 가질 수 없는 너                                            |
| 79   | 9월 24일  | 없음                                     | 너도 아프냐? 나도 아프다! 가슴 울리는 남자 솔로 보컬 힛-트쏭09 | 조용필 - 이젠 그랬으면 좋겠네                                     |
| 80   | 10월 1일  | 주영훈                                   | 90년대 히트 메이커, 작곡가 주영훈 힛-트쏭30                    | 엄정화 - Poison                                                   |
| 81   | 10월 8일  | 없음                                     | 유행가 속에 클래식 있다? 샘플링 명곡 힛-트쏭08                 | 신승훈 - 보이지 않는 사랑                                         |
| 82   | 10월 15일 | 없음                                     | 죽을 만큼 사랑했다! 가슴으로 듣는 힛-트쏭07                    | 조성모 - To Heaven                                                |
| 83   | 10월 22일 | 없음                                     | 조선 록 스피릿! 인디밴드 힛-트쏭08                             | 크라잉넛 - 말달리자                                               |
| 84   | 10월 29일 | 없음                                     | 명곡은 늙지 않는다? 불후의 원곡 힛-트쏭08                      | 서태지와 아이들 - Come Back Home                                  |
| 85   | 11월 5일  | 레이디 제인 나비                         | 가요계 세기의 라이벌전 H.O.T. vs 젝스키스                      | 순위 없이 데뷔부터 해체까지의 역사를 다룸                         |
| 86   | 11월 12일 | 없음                                     | 내가 쓰고 우리가 부른다! 그룹 싱어송라이터 힛-트쏭08           | 서태지와 아이들 - 발해를 꿈꾸며                                   |
| 87   | 11월 19일 | 없음                                     | 해외에서 번안한 우리 가요 힛-트쏭09 Part Ⅱ                     | 박진영 - Honey                                                    |
| 88   | 11월 26일 | 없음                                     | 소울 몰러 나간다! 그루브 넘치는 R&B 힛-트쏭10                  | 유영진 - 그대의 향기                                              |
| 89   | 12월 3일  | 없음                                     | 90년대 가요톱10 마지막 1위 힛-트쏭                             | 순위 없이 1990년부터 1997년까지 1위로 해를 마감한 히트곡들을 조명 |
| 90   | 12월 10일 | 김형석                                   | 감성장인! 히트곡 제조기 김형석 힛-트쏭10                       | 임창정 - 그때 또 다시                                             |
| 91   | 12월 17일 | 없음                                     | 시청자 Pick! 노래방 가서 꼭 부르고 싶은 힛-트쏭09              | 버즈 - 가시                                                       |
| 92   | 12월 24일 | 없음                                     | 시청자 Pick! 연말만 되면 소환되는 겨울 연금 힛-트쏭08          | 박효신 - 눈의 꽃                                                  |
| 93   | 12월 31일 | 손범수                                   | 레전드 가요 MC! 손범수가 뽑은 가요톱10 힛-트쏭07               | 이현우 - 헤어진 다음 날 (가요톱10 마지막 1위이자 마지막 골든컵)   |

### 2022년
| 회차 | 방송일    | 게스트                                       | 주제                                                          | 1위곡                                       |
| ---- | --------- | -------------------------------------------- | ------------------------------------------------------------- | ------------------------------------------- |
| 94   | 1월 7일   | 없음                                         | 신년특집! 범 내려온다~ 범상치 않은 범띠 가수 힛-트쏭08        | 조용필 - 나는 너 좋아                       |
| 95   | 1월 14일  | 없음                                         | 가요계의 어벤저스! 프로젝트 그룹 힛-트쏭10                    | 토이 - 여전히 아름다운지                    |
| 96   | 1월 21일  | 없음                                         | 화려한 도시의 노래! 감성 시티팝 힛-트쏭09                     | 김현철 - 달의 몰락                          |
| 97   | 1월 28일  | 없음                                         | 등장부터 레전드! 그 시절 라이징 스타 힛-트쏭10                | 이정현 - 와                                 |
| 98   | 2월 4일   | 없음                                         | 명곡 이즈 백! MZ세대 취향저격한 원곡 힛-트쏭08                | 서태지와 아이들 - 너와 함께한 시간 속에서   |
| 99   | 2월 11일  | 없음                                         | 신나는 댄스곡에 가려진 막장 가사 힛-트쏭10                    | 쿨 - 십계                                   |
| 100  | 2월 18일  | 김정민, 박완규, 김종서, 김경호, 김성면(K2)   | 100회 특집! 한국인이 사랑한 록 애창곡 힛-트쏭 20 20~11위      |                                             |
| 101  | 2월 18일  | 김정민, 박완규, 김종서, 김경호, 전인혁(야다) | 100회 특집! 한국인이 사랑한 록 애창곡 힛-트쏭 20 11~1위       | 야다 - 이미 슬픈 사랑                       |
| 102  | 3월 4일   | 없음                                         | 앗! 이 노래가?! 선거철만 되면 들려오는 힛-트송08              | 엄정화 - Festival                           |
| 103  | 3월 11일  | 조영수 (작곡가)                              | 도토리 도둑, 조영수 작곡가 힛-트송08                          | SG 워너비 - 내 사람                         |
| 104  | 3월 18일  | 없음                                         | 분위기에 취하게 만드는 힛-트송08                              | 임창정 - 소주 한 잔                         |
| 105  | 3월 25일  | 김민종                                       | 90년대를 사로잡은 원조 청춘스타 김민종 힛-트송08              | 김민종 - 바보처럼                           |
| 106  | 4월 1일   | 없음                                         | 상대가 야속해! 1위 못한 무관의 제왕 힛-트쏭10                 | 룰라 - 3! 4! (상대곡: 클론 - 꿍따리 샤바라) |
| 107  | 4월 8일   | 허니제이                                     | MZ세대 대표 춤꾼 허니제이가 Pick한 포인트 댄스 힛-트쏭10      | 박진영 - Honey                              |
| 108  | 4월 15일  | 없음                                         | 가수에서 배우로 변신한 가배우 힛-트쏭09                       | S.E.S. - Love (유진)                        |
| 109  | 4월 22일  | 없음                                         | 고막이 기억하는 그 시절 특이한 목소리 힛-트쏭08               | 조관우 - 늪                                 |
| 110  | 4월 29일  | 없음                                         | 단 한 곡만 정상에 오른 남자 가수 힛-트쏭08                    | 언타이틀 - 날개                             |
| 111  | 5월 6일   | 없음                                         | 소오름~다른 시대 같은 느낌! 도플싱어 힛-트쏭08                | 장나라 vs 아이유 - Sweet Dream vs 좋은 날   |
| 112  | 5월 13일  | 없음                                         | 별별 기록을 남긴 우리 가요 힛-트쏭09                          | 이용 - 잊혀진 계절                          |
| 113  | 5월 20일  | 김현철                                       | 90년대 원조 싱어송라이터 김현철 힛-트쏭05                     | 김현철 - 일생을                             |
| 114  | 5월 27일  | 없음                                         | 여행 가고 싶다~ 해외로 떠난 뮤직비디오 힛-트쏭09              | 이정현 - 너                                 |
| 115  | 6월 3일   | 없음                                         | 여름 대비! 활력 충전 레게 힛-트쏭08                           | 김건모 - 핑계                               |
| 116  | 6월 10일  | 플라워 고유진, 김상민                        | 美친 라이브 神 록 발라드 힛-트쏭08                            | 더 크로스 - Don't Cry                       |
| 117  | 6월 17일  | 없음                                         | 세기의 대결! 90년대를 강타한 그룹 라이벌 힛-트쏭05            | 신화 vs god - Wild Eyes vs 길               |
| 118  | 6월 24일  | 없음                                         | 명장면엔 꼭 명곡 있다! 그때 그 명장면 속 OST 힛-트쏭09        | 김종환 - 존재의 이유                        |
| 119  | 7월 1일   | 없음                                         | 신나는 리듬 하지만 막장 가사 윤일상 힛-트쏭08                 | 영턱스클럽 - 질투                           |
| 120  | 7월 8일   | 없음                                         | 세기말을 싹쓸이 했던 테크노 댄스 힛-트쏭09                    | 이정현 - 와                                 |
| 121  | 7월 15일  | 없음                                         | 가요계 르네상스 시작! 92년 뮤직박스 차트 힛-트쏭08            | 015B - 아주 오래된 연인들                   |
| 122  | 7월 22일  | 없음                                         | 해외에서 왔어요~ 외국에서 온 가수 힛-트쏭08                   | 솔리드 - 나만의 친구                        |
| 123  | 7월 29일  | 없음                                         | 춤, 노래 모두 탑재한 원조 완전캐 여자가수 힛-트쏭09           | 나미 - 빙글빙글                             |
| 124  | 8월 5일   | 없음                                         | 뒤바뀐 운명! 원래 주인은 냐야 나! 힛-트쏭10                   | 장윤정 - 어머나                             |
| 125  | 8월 12일  | 없음                                         | 대체불가! 이 구역의 신스틸러 힛-트쏭08                        | DJ DOC - Run to You                         |
| 126  | 8월 19일  | 백두산 유현상                                | 탈진 ROCK&ROLL! 레전드 K-록밴드 힛-트쏭09                     | 산울림 - 아니 벌써                          |
| 127  | 8월 26일  | 없음                                         | 가창력 킹정! 남자 그룹 메인 보컬 힛-트쏭09                    | 솔리드 - 넌 나의 처음이자 마지막이야        |
| 128  | 9월 2일   | 없음                                         | 레츠 고 ~방구석 디스코 파티 힛-트쏭10                         | 박진영 - 그녀는 예뻤다                      |
| 129  | 9월 9일   | 성대현, 채리나, 홍지윤, 이장준               | 추석특집 시청자 PICK! 온 가족 노래방 애창곡 힛-트쏭20 20~11위 |                                             |
| 130  | 9월 16일  | 성대현, 채리나, 홍지윤, 이장준               | 추석특집 시청자 PICK! 온 가족 노래방 애창곡 힛-트쏭20 1~16위  | 쿨 - 해변의여인                             |
| 131  | 9월 23일  | 없음                                         | 한 번 들으면 멈출 수 없는 후크 힛-트쏭                        | 베이비복스 - Get Up                         |
| 132  | 9월 30일  | 없음                                         | 감수성 甲! 댄스 가수가 부른 갬성 띵곡 힛-트쏭                 | 쿨 - 아로하                                 |
| 133  | 10월 7일  | 없음                                         | 별들의 전쟁 1993년 10월 첫째 주 가요톱텐 힛-트쏭              | 김수희 - 애모                               |
| 134  | 10월 14일 | 없음                                         | 제발~ 이 노래만은! 취소각 남자 노래방 힛-트쏭                 | 임재범 - 고해                               |

## 결방 사유 및 편성 변경

### 2020년
- 5월 7일~5월 14일: KBS 2TV 수목드라마 《영혼수선공》 재방송 편성으로 인한 결방. (KBS 2TV)